# Airstream

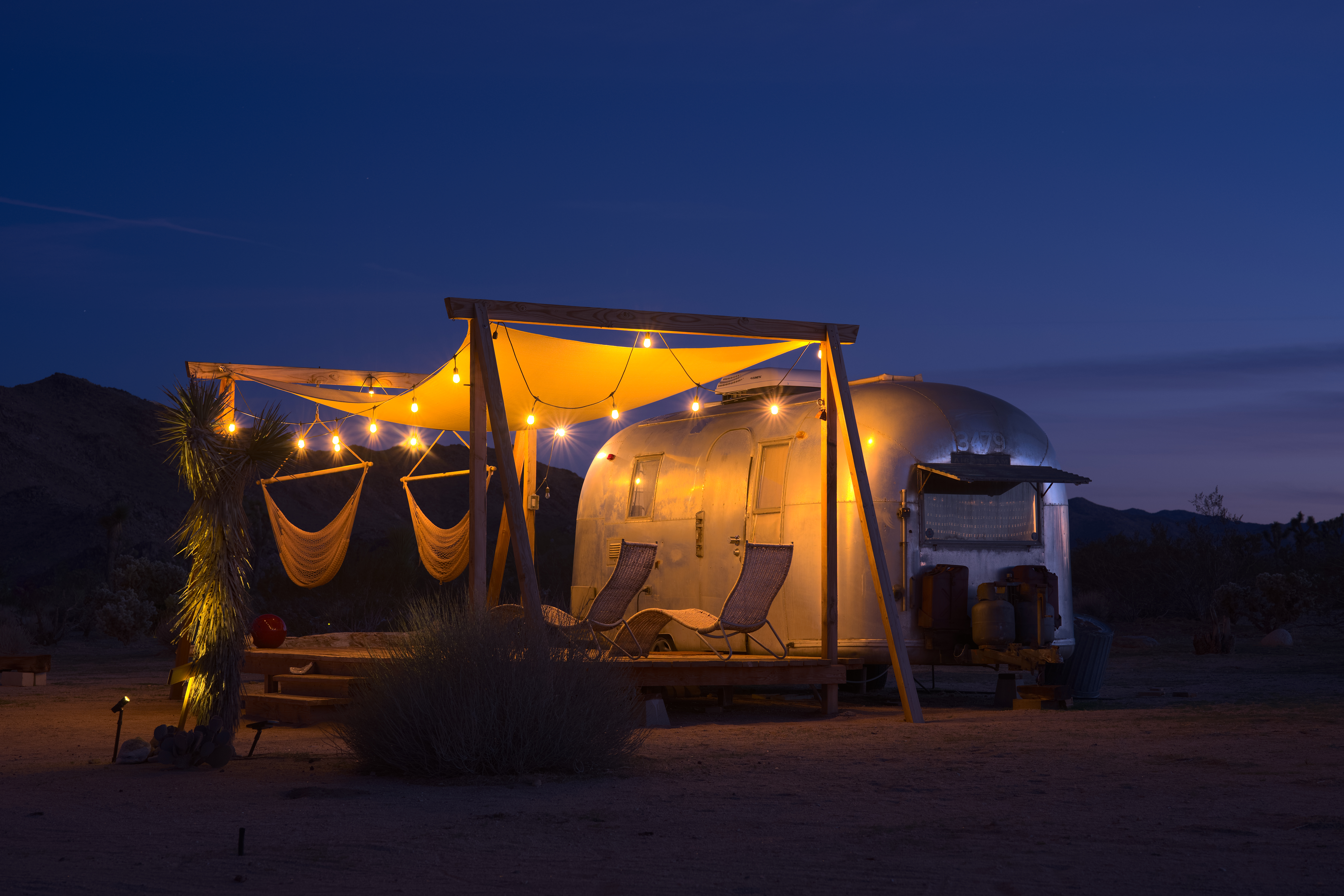
Ein Airstream von 1963

Airstream Inc. ist ein US-amerikanischer Hersteller von Freizeitfahrzeugen im Oberklasse-Segment, der vor allem für seine Wohnwagen und deren markantes Design mit poliertem Aluminium bekannt ist. Airstream ist heute Teil des ebenfalls aus den USA stammenden Konzerns Thor Industries.

## Geschichte

### Anfänge

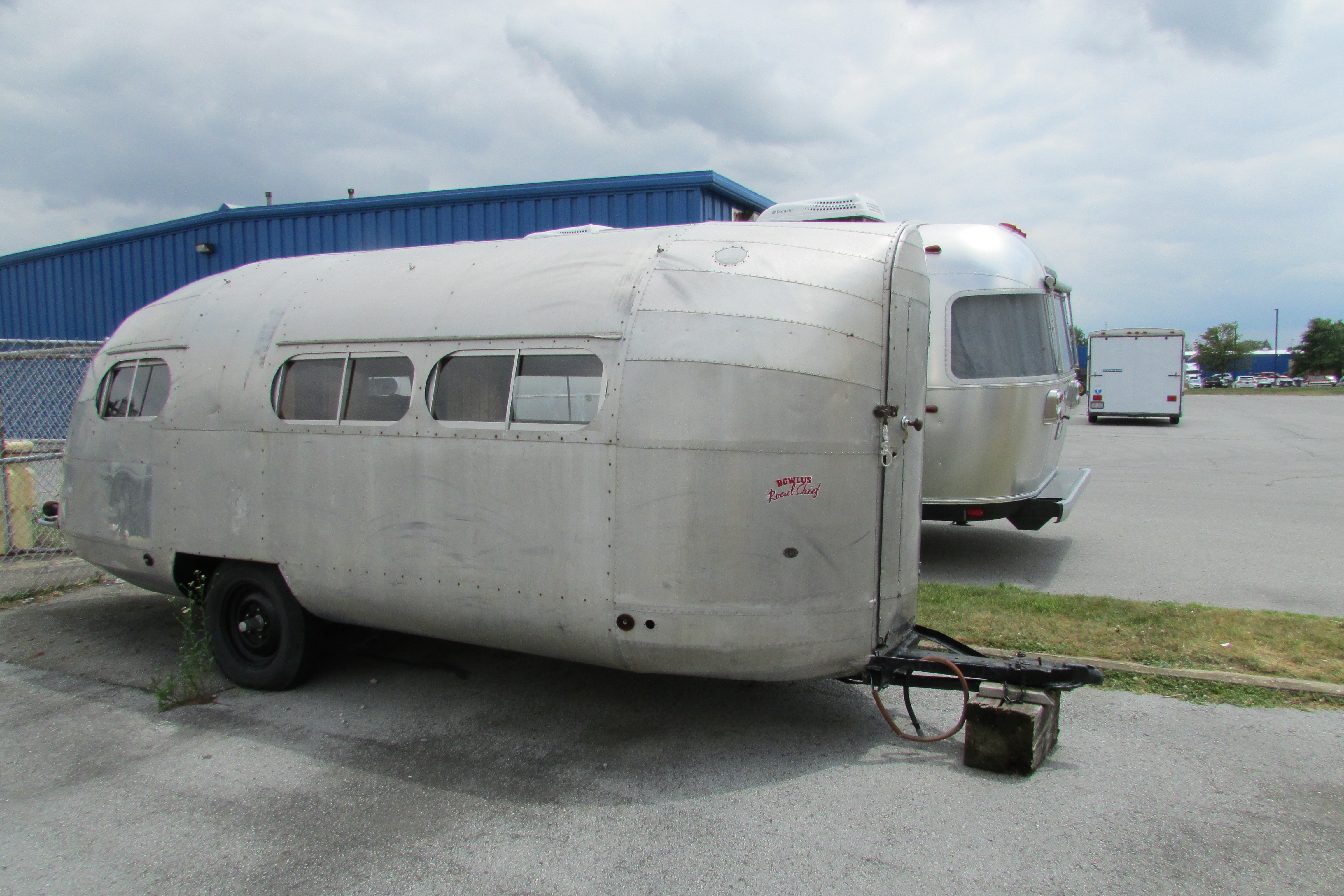
Vorläufer des typischen Airstream-Designs: Bowlus Road Chief von 1935

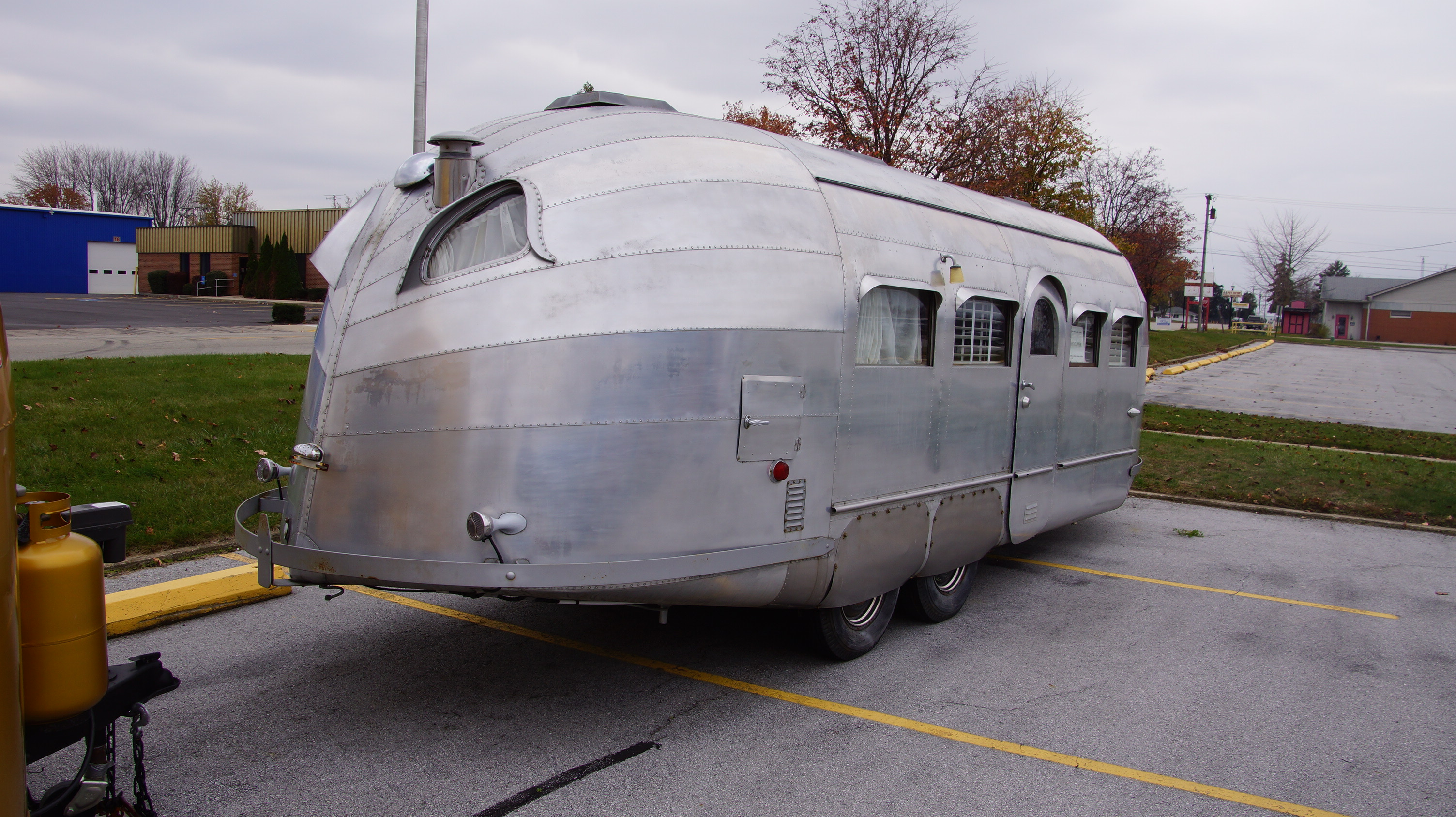
Starke Ähnlichkeit: Airstream Clipper von 1936

Bis in die frühen 1930er Jahre wurden Wohnwagen in den USA oft hobbymäßig in Eigenregie nach veröffentlichten Vorlagen selbst gebaut, eine Serienproduktion wie beispielsweise die des Curtiss Aerocars gab es nur in geringem Umfang. Der spätere Unternehmensgründer Wallace („Wally“) M. Byam war seinerzeit Herausgeber verschiedener Publikationen wie eines Magazins für Heimwerker oder eines Radioprogrammführers. Nachdem eine Veröffentlichung einer ihm zugesandten Bauanleitung für einen Wohnanhänger zahlreiche Beschwerden der Leserschaft einbrachte, in denen die geringe Qualität des Modells und der schwierige Nachbau des Entwurfs bemängelt wurden, erstellte Byam selbst eine Bauvorlage für einen Wohnwagen, die er gegen Bezahlung (Anm. 1) an Interessenten verschickte. (Anm. 2) Angespornt durch den Erfolg dieser Kampagne und seine ersten Erfahrungen im Wohnwagenbau begann Byam kurz darauf die Auftragsfertigung kompletter Wohnwagen nach Kundenwunsch auf Grundlage seines ursprünglichen Entwurfs. Die offizielle Gründung der Airstream Inc. erfolgte 1931. Die Produktionsstätte, die sich zunächst auf dem privaten Wohngrundstück der Eheleute Marion und Wallace Byam befand, wurde im selben Jahr nach Culver City verlegt und im folgenden Jahr konnte Airstream die ersten Wohnwagen ausliefern. Die ersten drei Modelle (Torpedo, Silver Bullet und Silver Cloud) waren noch aus Sperrholz beziehungsweise Masonit gefertigt und entsprachen somit noch nicht dem typischen Design, für das Airstream später bekannt wurde. Byam vertrieb zusätzlich zu den Anhängern aus eigener Produktion auch Wohnwagen von Bowlus (vormals Bowlus-Teller), die 1935 Insolvenz anmelden mussten und nach einer Konkursauktion in der Airstream Inc. aufgingen. Die von Byam bereits vor der Übernahme vertriebenen aktuellen Modelle Road Chief und der kleinere Papoose waren luxuriöse Wohnwagen mit einem stromlinienförmigen Gehäuse aus unlackiertem, poliertem Aluminium, bei deren Formgestaltung sich ihr Konstrukteur, der Pilot und Flugzeugmechaniker William Hawley Bowlus, von Vorbildern aus der Luftfahrt inspirieren ließ. Die Halb-Monocoque-Bauweise der Karosserie gab den Wohnwagen eine höhere Festigkeit und die Verwendung von Aluminium machte sie insgesamt leichter, sodass sie auch von schwächeren Fahrzeugen gezogen werden konnten. 1936 begann Byam mit der Produktion des Airstream Clipper, der in weiten Teilen auf der Vorlage des Bowlus Road Chief basierte. Benannt wurde das Modell nach dem Flugboot Pan Am Clipper (siehe auch: Klipper), was ebenso wie die Gestaltung der Fenster und der verblendeten Radkästen einen nautischen Gesamteindruck erzeugen sollte.

### Krise und anschließende Festigung nach dem Zweiten Weltkrieg
Kurz darauf verlangsamte sich das Wachstum der Branche insgesamt und auch bei Airstream gingen die Verkaufszahlen in den Folgejahren deutlich zurück. Einen Tiefpunkt erreichte das Unternehmen im Zweiten Weltkrieg, als am 8. Dezember 1941 Aluminium zum kriegswichtigen Material erklärt und die Verwendung für die Produktion von Wohnwagen während des Krieges untersagt wurde. Airstream verwendete seit der Einführung des Clipper mittlerweile ausschließlich Aluminium als Hauptbestandteil der Außen- und Innenverkleidung der Wagen, so dass die Produktion Anfang 1942 eingestellt werden musste. Wally Byam, der im Anschluss Arbeit in der Flugzeugindustrie fand, wollte nach Kriegsende wieder Fuß in der Wohnwagenproduktion fassen und ging mangels Eigenkapital eine Kooperation mit Curtis Wright Industries ein (nicht zu verwechseln mit der Curtiss-Wright Corp.); die Produktion des Curtis Wright Clipper (eine nahezu baugleiche Version des Airstream Clipper) begann 1947, jedoch endete die Zusammenarbeit schon im selben Jahr und Byam gründete die Wallace Manufacturing, die am 1. November 1948 in Airstream Trailers Inc. umbenannt wurde. Ab 1947 veröffentlichte Airstream mit dem knapp sechseinhalb Meter langen Liner erstmals nach dem Clipper ein neues Modell. Bekanntheit erlangte eine von Byam angefertigte Werbefotografie, die den französischen Radrennfahrer Alfred Letourneur zeigt, wie er einen an seinem Fahrrad befestigten Airstream Liner mit bloßer Muskelkraft zieht. Die Szene wurde in stilisierter Form in einem frühen Airstream-Logo verwendet. Zusätzlich wurden Variationen des Liners veröffentlicht, die sich hauptsächlich in Länge und Ausstattung unterschieden; die kleinste Version Wee Wind maß unter fünf Meter, die längste Version Whirlwind brachte es auf über achteinhalb Meter. Die rundliche Form durch zusammengenietete Platten aus poliertem Aluminium wurde mit der Veröffentlichung des Liners endgültig zum Standard-Design mit Wiedererkennungswert für Airstream. Durch die steigende Nachfrage wurde die angestammte Produktionsstätte bald zu klein und 1952 erfolgte schließlich die Erweiterung um das noch heute bestehende Hauptwerk in Jackson Center, Ohio. 1958 brachte Airstream mit dem International erstmals einen Wohnwagen mit einer eigenen Warmwasser- und Stromversorgung heraus. 1961 bot Airstream mit dem Bambi wieder einen kleinen Wohnanhänger an, der auch von schwächeren Fahrzeugen bewegt werden konnte.
Der Unternehmensgründer Wallace Byam starb am 22. Juli 1962 an einem Hirntumor.

### Airstream unter Beatrice Foods (1967 bis 1979)
1967 wurde das Unternehmen an Beatrice Foods verkauft. Zwei Jahre später gab es die erste größere Veränderung im Design der Wohnwagen, die dadurch neben einem allgemeinen Facelift insgesamt breiter und rundlicher gestaltet wurden. 1972 brachte Airstream mit dem Argosy (deutsch: „Handelsschiff“) erstmals einen nicht silberfarbenen Wohnwagen heraus. Der beige bzw. mehrfarbige Trailer wurde aus günstigeren Materialien gefertigt und war als Mittelklasse-Fahrzeug konstruiert. Airstream etablierte mit Argosy eine eigene Submarke, die nicht den Schriftzug Airstream trug und bei der größere Neuerungen testweise eingeführt werden konnten, ohne damit die Hauptmarke zu beeinflussen. Als sich die Ölkrise 1973 auf die Verkaufszahlen von Airstream auswirkte, versuchte sich das Unternehmen breiter aufzustellen. Ein Komitee, das nach Absatzmöglichkeiten für hochwertige Aluminiumprodukte suchte, schlug schließlich die Fertigung von Nutzfahrzeugen vor. Das Ergebnis war der A/Van, ein Lieferwagen mit einer Aluminiumkarosserie, der unter anderem von UPS und dem United States Postal Service in bedeutenden Stückzahlen abgenommen wurde. In dieser Zeit baute Airstream außerdem für American Motors fahrbare, etwa zwei Meter lange originalgetreue Miniaturfahrzeuge in Form eines AMC Gremlin, die Eltern beim Kauf eines Neuwagens für ihre Kinder erhalten konnten. Um das Produktprogramm nachhaltig noch weiter auf neue Produktbereiche umzustellen, wurde 1974 mit dem Argosy Motorhome erstmals ein Wohnmobil eingeführt. Auf Basis des Motorhomes bot Airstream bald darauf den Argosy Compact Bus an, einen Midibus, der insbesondere von städtischen Verkehrsgesellschaften genutzt wurde. Die insgesamt schwachen Absatzzahlen veranlassten die Unternehmensführung 1978, das Werk in Kalifornien, in dem zuvor noch der A/Van gefertigt worden war, dauerhaft zu schließen und die Produktion ausschließlich auf den Standort in Ohio zu konzentrieren. Im folgenden Jahr wurde das Konzept des Motorhomes auch für die Hauptmarke übernommen und das Modell Classic Motorhome eingeführt. Das vollintegrierte, gehoben ausgestattete Wohnmobil war in zwei Längen bis ca. achteinhalb Meter verfügbar und war optisch durch die silberne Farbe und das rundliche Heck an das klassische Airstream-Design angelehnt. Ein späteres Modell, Excella Motorhome, basierte weitestgehend auf dem Classic Motorhome.

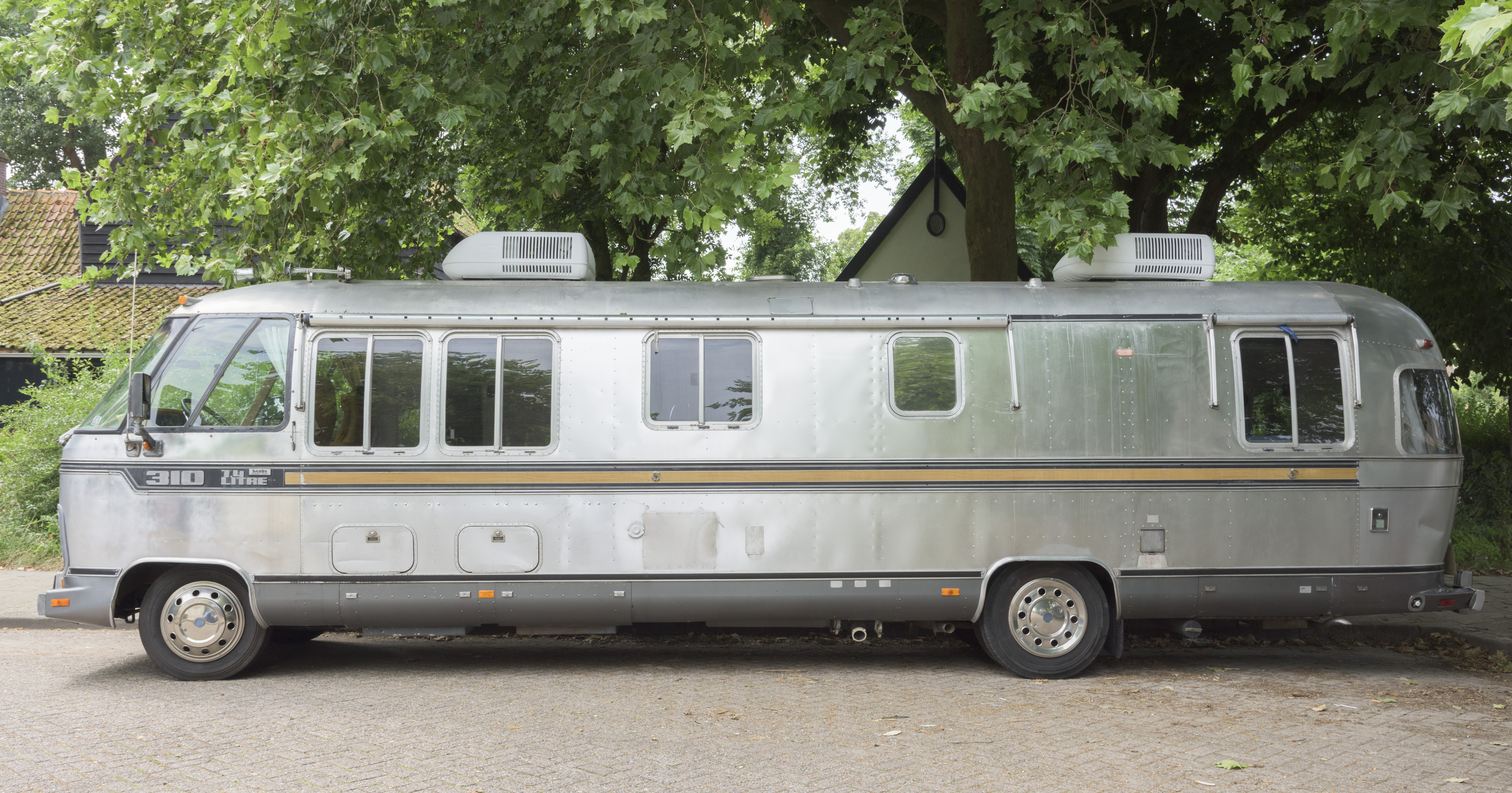
Airstream Motorhome

Die wirtschaftliche Situation des Unternehmens blieb jedoch angespannt und Airstream schloss das Jahr 1979 mit einem Verlust von rund 12 Millionen Dollar ab.

### Airstream unter Thor Industries (1980 bis heute)
1980 trennte sich Beatrice Foods wieder von Airstream und veräußerte das Unternehmen an die Inhaber des Wohnwagenherstellers Hi Lo Trailers, Wade F. B. Thompson und Peter B. Orthwein, die im Rahmen der Akquise Thor Industries gründeten.
In den darauffolgenden Jahren näherte sich Airstream teilweise der kantigeren und üblichen Gestaltung der meisten Wohnwagen und Wohnmobile an und verzichtete bei manchen Modellen auf das typische rundliche, silberne Airstream-Design. Die Wohnwagen Land Yacht von 1986 und Argosy Fifth-Wheel von 1988 wurden unter Anhängern der Marke wegen der eckigeren Form abschätzig auch „Squarestream“ genannt und von den Kunden zunächst skeptisch betrachtet. Der Erfolg stellte sich jedoch spätestens mit dem 1989 eingeführten Wohnmobil Land Yacht Motorhome ein. Das aus Fiberglas anstelle von Aluminium gefertigte Fahrzeug blieb mit Veränderungen bis in die 2000er Jahre im Angebot. Airstream stellte im Rahmen dieser Neuausrichtung 1989 außerdem sein erstes teilintegriertes Wohnmobil vor, den Airstream B-190, einen Van auf Basis eines Ford E-350 der dritten bzw. vierten Generation. Dem wirtschaftlichen Aufschwung zuträglich war zudem 1997 die Wiedereinführung des bereits aus den 1950er Jahren bekannten Wohnwagens Safari. Der in klassischem Airstream-Design gehaltene und preislich im Mittelfeld angesiedelte Trailer erfreute sich großer Beliebtheit und machte in den 1990er Jahren etwa die Hälfte des Umsatzes des Unternehmens aus. In Kooperation mit Mercedes-Benz wurde 2004 der Airstream Interstate eingeführt. Es sind modifizierte Mercedes-Benz Sprinter, die in verschiedenen Varianten angeboten werden. 2016 erwarb Airstream den Konkurrenzhersteller Nest, der einen kleineren Wohnwagen aus Fiberglas produzierte, der fortan als Nest by Airstream bis 2020 vermarktet wurde. Aktuell besteht das Angebot Airstreams zum einen aus Wohnwagen im klassischen Design und zum anderen aus den Vans Interstate, Atlas und Rangeline, letzterer auf Basis eines Dodge RAM Promaster 3500. Zusätzlich wird der Trailer Basecamp angeboten; der verhältnismäßig kleine Wagen, der gestalterisch nicht der klassischen Form folgt, richtet sich an jüngere und sportlich aktive Kunden. 2018 wurde der Grundstein für ein zweites Werk in der Nähe des Stammwerkes in Jackson Center gelegt.

## Design
Obwohl Airstream seit Jahrzehnten verschieden gestaltete Fahrzeuge anbietet, ist der Hersteller vor allem für die ursprüngliche Gestaltung seiner Wohnwagen bekannt, die sich durch die Verwendung von unlackiertem, poliertem Aluminium und eine abgerundete Form auszeichnet, die die aus vernieteten Platten bestehende Form wie aus einem Guss wirken lassen. Dieses Design, das Wallace Byam dem Wohnwagen Bowlus Road Chief entliehen hatte – welcher damit gewissermaßen zum Vorläufer der klassischen Airstreams wurde – zeichnet sich durch eine starke Betonung der aerodynamischen Form aus und wird der Stilrichtung der Stromlinien-Moderne zugeordnet.

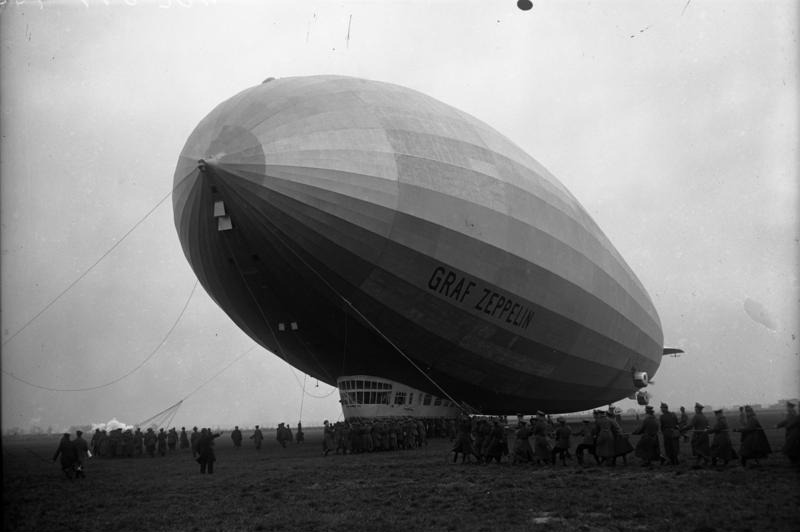
Beispiel der Stromlinienmoderne: Luftschiff LZ 127 Graf Zeppelin
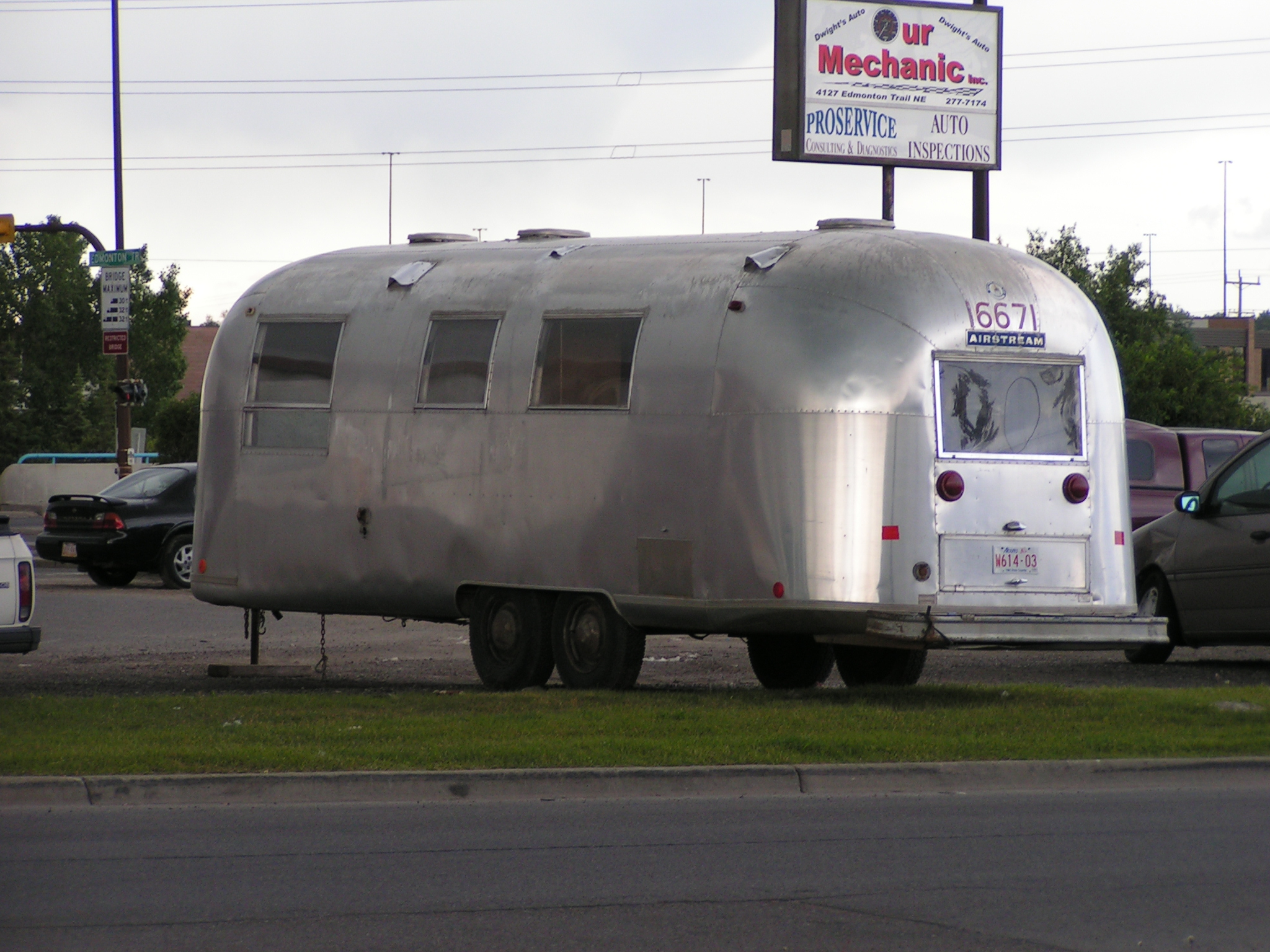
Historischer Airstream
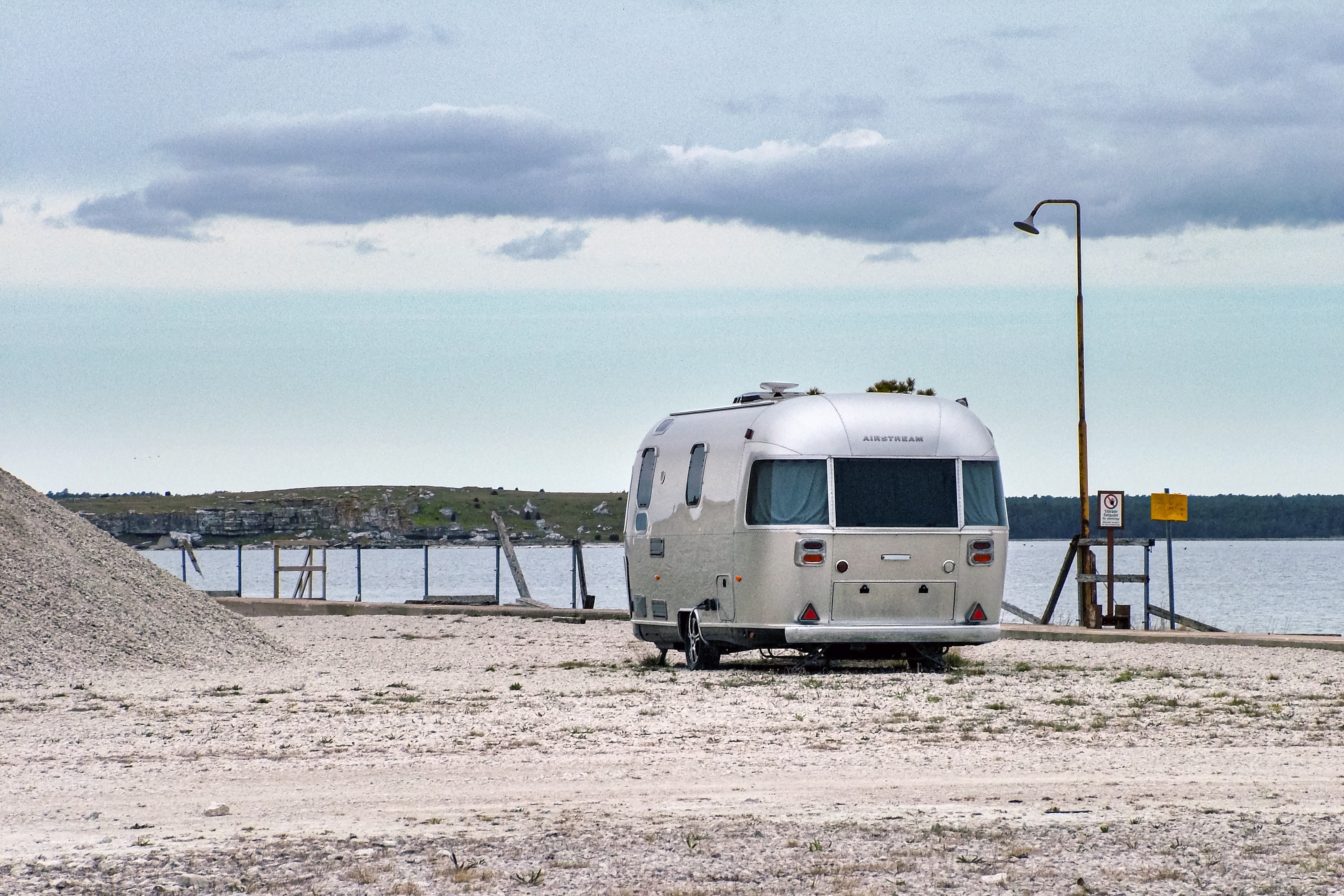
Moderner Airstream
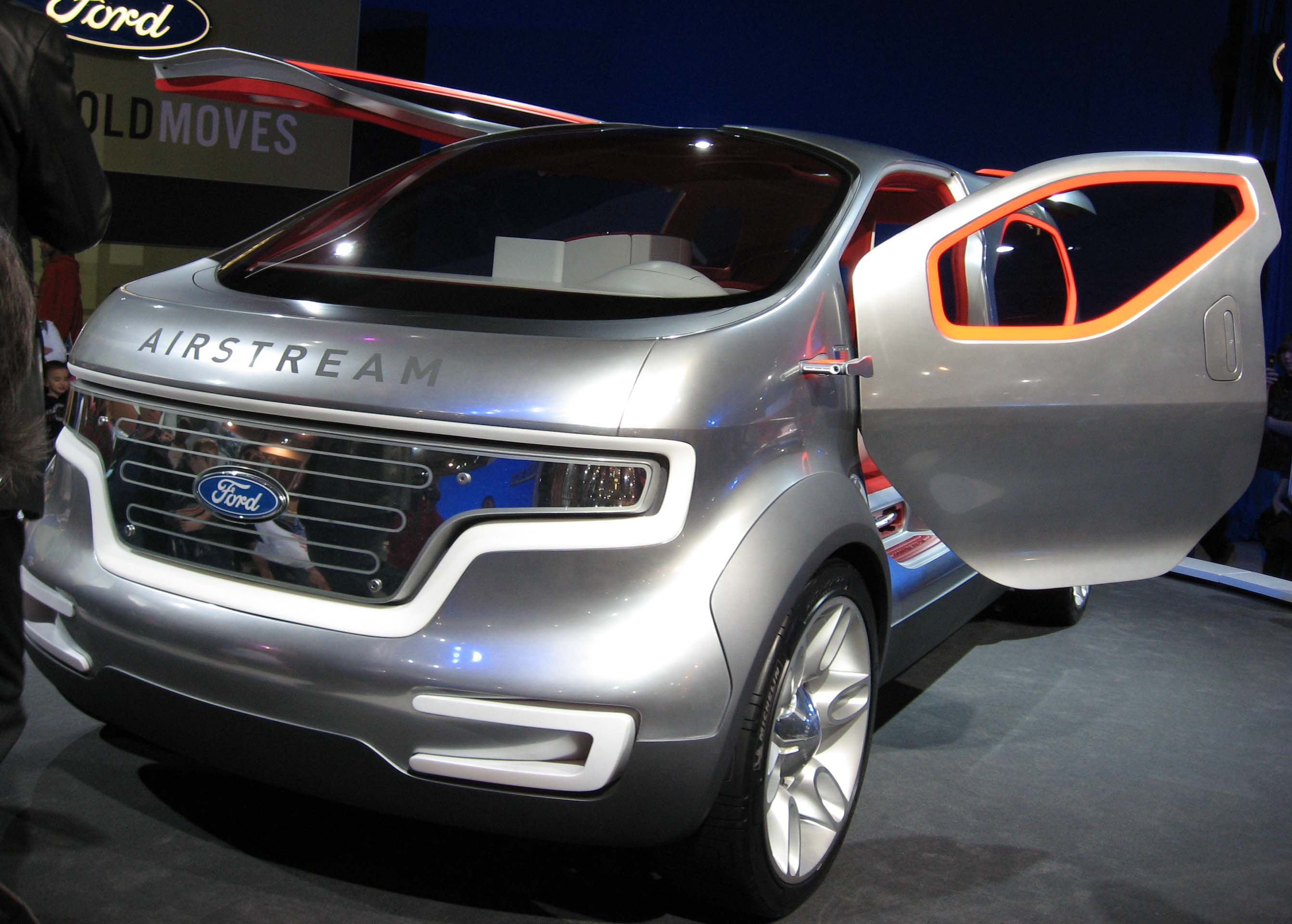
Konzeptfahrzeug Ford Airstream von 2007: Die silberne Lackierung erinnert an das bei Airstream übliche, polierte Aluminium.

In ihrem Grundkonzept folgen typische Airstream-Wohnwagen auch heute noch dem fast hundertjährigen Designschema, das für Airstream zum Markenzeichen bzw. Corporate Design wurde. Mit der Zeit gab es hauptsächlich detailbezogene Anpassungen. Solche Fahrzeuge, die aufgrund ihrer Beschaffenheit nicht der klassischen Form entsprechen, werden in der Regel zumindest in einer silbernen Farbe gehalten. Fahrzeuge, die durch Form- und Farbgebung nicht als Airstream erkennbar sind, waren im Angebot stets in der Minderheit.
Ein Airstream Bambi von 1963 ist unter der Objektnummer 562.2006 Teil der permanenten Design-Sammlung des Museum of Modern Art in New York City.

## Airstream Club International

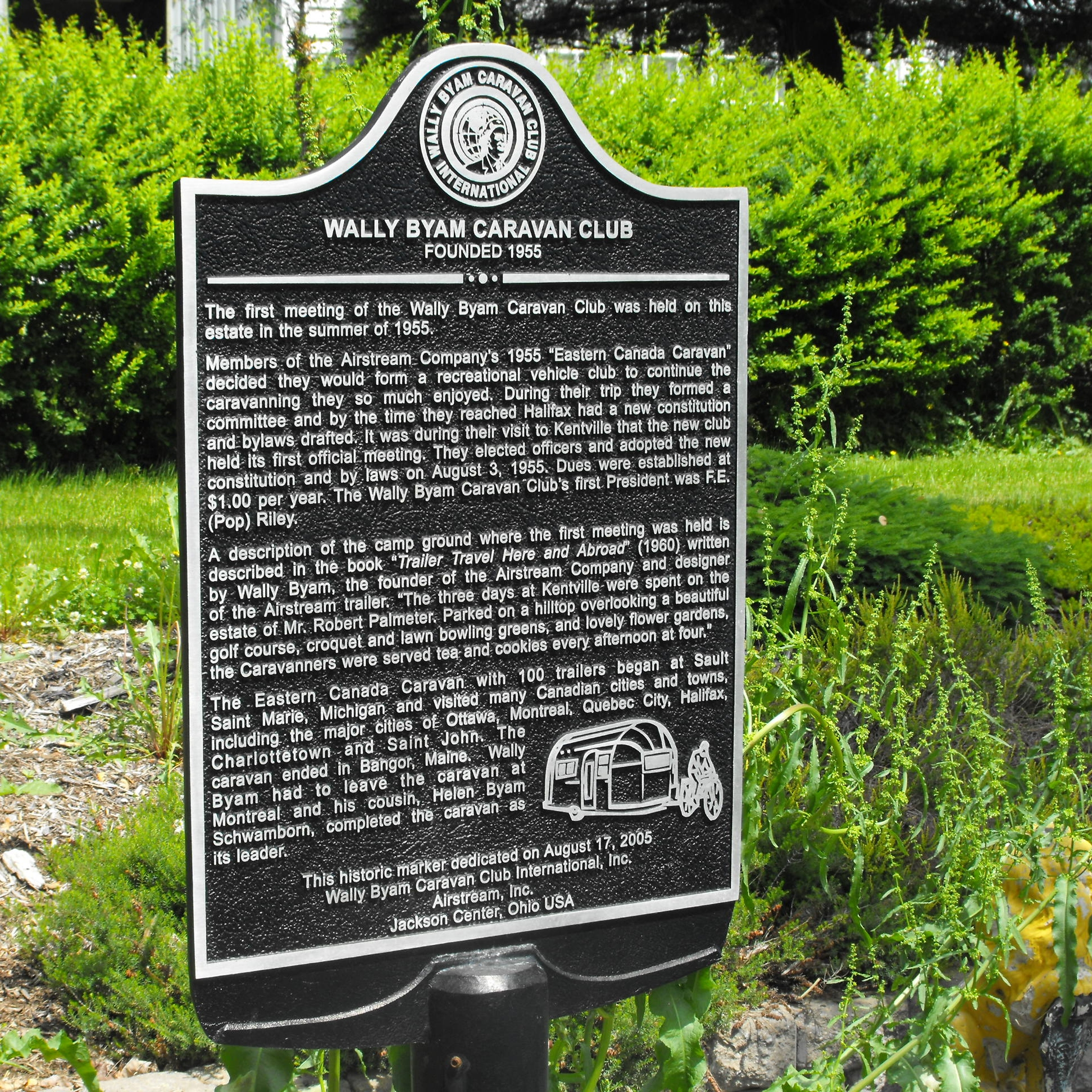
Plakette am Ort der Gründung des WBCC, die u. a. eine stilisierte Fotografie des Radrennfahrers Alfred Letourneur beim Ziehen eines Airstreams zeigt

Die größte in einem Verein organisierte Airstream-Fangemeinde ist der Airstream Club International. Er wurde 1955 im Rahmen einer von Wally Byam organisierten Wohnwagen-Reise durch das östliche Kanada in Nova Scotia als Wally Byam Caravan Club (WBCC) gegründet. 1963 erfolgte die Umbenennung in Wally Byam Caravan Club International (WBCCI); heute tritt der Club hauptsächlich als Airstream Club International auf. Die Geschichte des Clubs ist eng mit den von Wally Byam organisierten Fernreisen für Airstream-Besitzer, den sog. Caravans, verknüpft. Diese mehrere Monate bis über ein Jahr andauernden Reisen, beispielsweise von Kapstadt nach Kairo 1959/60, dienten Airstream vor allem zu Marketingzwecken. Der Club organisiert unterschiedliche Events und Airstream-Treffen sowie seit 1958 jedes Jahr eine internationale Reise im Stil der ursprünglichen Wally Byam-Caravans. Der Airstream Club International gibt zudem das monatlich erscheinende Mitgliedermagazin Blue Beret heraus; der Name ist eine Anspielung auf die dunkelblauen Baskenmützen, die Wally Byam bei den ersten Caravans an die Mitreisenden zur besseren Erkennbarkeit in größeren Menschenansammlungen wie auf einem Marktplatz verteilt hatte.

## Militärische Nutzung
Das US-Militär nutzt Airstream-Wohnwagen zu unterschiedlichen Zwecken. In der Vergangenheit wurden sie mitunter als mobile Sanitätsstationen oder Büros verwendet. 1955 war ein Airstream Teil der Modellstadt „Doomtown U.S.A.“, die auf der Nevada National Security Site errichtet wurde, um die Auswirkungen von Atomwaffenexplosionen auf die Zivilstruktur zu untersuchen. Auf Langstreckenflügen in großen Militärmaschinen wie beispielsweise einer Boeing C-17 Globemaster III steht Admirälen, Vizepräsidenten oder First Ladies oftmals ein Wohnwagen von Airstream im Frachtraum zur Verfügung. 2008 flog First Lady Laura Bush auf diese Weise zum Truppenbesuch nach Afghanistan.

## Nutzung durch die NASA

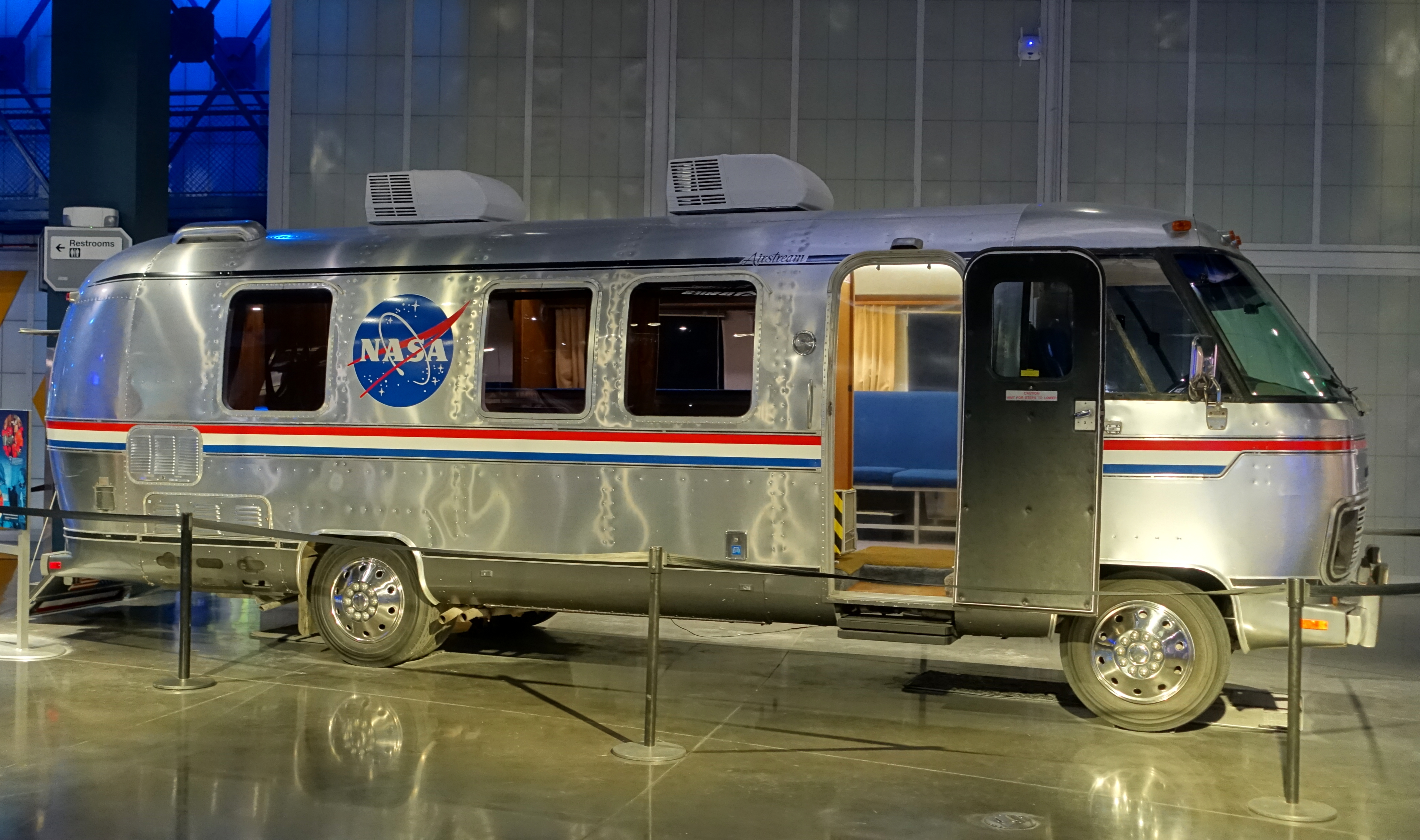
Airstream Astrovan im Kennedy Space Center

Die NASA setzte von 1983 bis 2011 insgesamt drei umgebaute Airstream Excella-Wohnmobile ein, um Astronauten auf dem Gelände des Kennedy Space Center vom Operations and Checkout Building zur Startplattform des Spaceshuttles zu transportieren. Nach der Einstellung des Spaceshuttle-Programms ergab sich keine Verwendung mehr für die Fahrzeuge. Einer dieser sogenannten Astronaut Transfer Vans, kurz Astrovan, ist im Kennedy Space Center ausgestellt.
Aktuell dient ein modifizierter Airstream Atlas der Besatzung des CST-100 Starliner als Transportwagen. Das CST-100 Starliner Crew Transport Vehicle wird allgemein als Astrovan II bezeichnet.

## Aktuelle Modelle
| Bezeichnung                  | Fahrzeugtyp   | Längenoptionen in Fuß   |
| ---------------------------- | ------------- | ----------------------- |
| Classic                      | Wohnwagen     | 30′; 33′                |
| Pottery Barn Special Edition | Wohnwagen     | 28′                     |
| Globetrotter                 | Wohnwagen     | 25′; 27′; 30′           |
| Trade Wind                   | Wohnwagen     | 25′                     |
| International                | Wohnwagen     | 23′; 25′; 27′; 28′; 30′ |
| Flying Cloud                 | Wohnwagen     | 23′; 25′; 27′; 28′; 30′ |
| Caravel                      | Wohnwagen     | 16′; 19′; 20′; 22′      |
| Bambi                        | Wohnwagen     | 16′; 19′; 20′; 22′      |
| REI Special Edition Basecamp | Wohnwagen     | 16′; 20′                |
| Basecamp                     | Wohnwagen     | 16′; 20′                |
| Atlas                        | Touring Coach | 24′                     |
| Interstate                   | Touring Coach | 19′; 24′                |
| Rangeline                    | Touring Coach | 21′                     |
| Diner One                    | Gastrowagen   | 21′                     |
| Diner XL                     | Gastrowagen   | 27′                     |

## Sonstiges
- Es wird angenommen, dass ca. 70 Prozent aller produzierten Airstreams noch existieren.[50] Als ältester noch vorhandener Airstream gilt ein Torpedo von 1935, den der Kunde Norman Holman anhand zugesendeter Blaupausen selbst baute.[51]
- Airstream betreibt auf dem Werksgelände in Jackson Center das Airstream Heritage Center. Das Museum ist der Geschichte Airstreams gewidmet und zeigt wechselnd verschiedene Fahrzeuge. Daneben werden geführte Touren durch das Werk angeboten.[18]
- 1981 brachte Airstream ein Bestattungsfahrzeug auf Basis des Classic Motorhome heraus. Der Airstream Funeral Coach konnte zugleich mehrere Trauergäste und einen Sarg transportieren. Bis 1991 wurden 32 Einheiten verkauft. Ein Modell von 1984 kann im Airstream Heritage Center besichtigt werden.[52]
- Airstream bietet seit einigen Jahren speziell als Verkaufsfahrzeuge entwickelte Wohnwagen an. Diese Imbisswagen werden als Diner One und Diner XL in zwei Größen vermarktet.[49]
- Seit 2014 wird, nachdem eine Investorin die Namensrechte erworben hatte, eine Neuauflage des klassischen Bowlus, des gestalterischen Airstream-Vorläufers, angeboten. Die in Kalifornien produzierten Wohnwagen ähneln äußerlich stark dem Bowlus Road Chief von 1935.[53]